# Phare de Tallinnamadala
Le phare de Tallinnamadala (en estonien : Tallinnamadala Tuletorn) est un feu situé sur un banc de sable au nord du port de passagers de Tallinn dans le Comté de Harju, en Estonie, dans le golfe de Finlande.
Il est géré par l'Administration maritime estonienne ,.

## Histoire
Ce phare moderne, mis en service en 1969, marque le dangereux banc de sable de Tallinn situé à environ 32 km au nord du bord de mer de Tallinn. Auparavant, ce bas-fond a été marqué par une série de bateaux-phares de 1858 jusqu'à 1950 et ensuite par une bouée de signalisation maritime jusqu'à ce que le phare soit achevé. La construction avait commencé en 1960, mais a été interrompue plusieurs fois à cause de tempêtes qui ont endommagé la fondation.

## Description
Le phare  est une tour cylindrique en métal, en deux étages, de 29 mètres de haut, avec une triple galerie et une lanterne jaune. La partie inférieure est peinte en noir, et la supérieure en rouge. Il émet, à une hauteur focale de 31 mètres, deux éclats blanc toutes les 15 secondes. Sa portée nominale est de 10 milles nautiques (environ 18.5 km).
Identifiant : ARLHS : EST-055 ; EVA-200 - Amirauté : C-3842 - NGA : 12784 .

## Caractéristiques dufeu maritime
Fréquence : 15 secondes (W)
- Lumière : 1 seconde
- Obscurité : 1 seconde
- Lumière : 1 seconde
- Obscurité : 12 secondes

|                   |
| Golfe de Finlande |

|              |
| Timbre poste |

### Lien connexe
- Liste des phares d'Estonie